# 余明生
余明生，香港導演。曾任香港亞洲電視編導，香港無綫電視編導、監製，新加坡電視編導，台灣公共電視導演。
余明生在1970年代末加入麗的電視成為助理編導及製作統籌，麗的電視易名亞洲電視後，余明生在1982年開始擔任編導，1985年加入無綫電視並於1991年開始擔任監製，1992年離開無綫電視。1994為臺灣廣播電視事業發展基金執導電視劇《地久天長》， 獲臺灣第30屆金鐘獎的導播獎。2000年後他轉赴內地導演電視劇，參與製作作《還君明珠》 、《箭在弦上》、《迫在眉睫》、《大漢賢后衛子夫》等 。

## 電視劇 (無綫電視)
- 1985年《薛仁貴征東》(編導)
- 1986年《愛情全盒》(編導)
- 1986年《薛丁山征西》(編導)
- 1986年《薛剛反唐》(編導)
- 1987年《工字打出頭》(編導)
- 1987年《大明群英》(編導)
- 1987年《新紮師兄1988》(編導)
- 1988年《嬴單傳奇》(編導)
- 1988年《晉文公傳奇》(編導)
- 1991年《情陷特區》(監製)
- 1992年《中神通王重陽》(監製)

## 電視劇 (廣電基金)
- 1994年《地久天長》(導演)

## 電視劇 (中華電視)
- 1998年《帝王之旅》(導演)

## 電影
- 1983年《瘋血》（無綫電視電影）
- 1990年《夕陽戰士》（無綫電視電影）
- 1991年《殺機》（無綫電視電影）
- 1991年《血染黎明》（無綫電視電影）
- 1992年《俠女傳奇》
- 1996年《失鎗48小時》（無綫電視電影）
- 1996年《飛虎雄風II之搶灘行動》（無綫電視電影）
- 1996年《滅罪先鋒》（無綫電視電影）
- 2006年《一石二鳥3》

## 外部連結
- 余明生 - MovieCool 華文影劇數據平台